# Джараш
Джа́раш, также Дже́раш (араб. جرش‎; др.-греч. Γέρασα — Гераса) — город на севере Иордании. Расположен примерно в 48 км к северу от Аммана, на высоте 527 м над уровнем моря. Население по данным переписи 2004 года составляет 31 650 человек.

## История
В античности Джараш был развитым и оживлённым торговым городом, частью так называемого Декаполиса. Здесь родился знаменитый философ Никомах Герасский. Сильное землетрясение в 749 года н. э. уничтожило большую часть Джераша. Руины Джераша оставались покрытыми слоем почвы в течение сотен лет, пока не были обнаружены немецким востоковедом Ульрихом Зетценом в 1806 году.

## Галерея

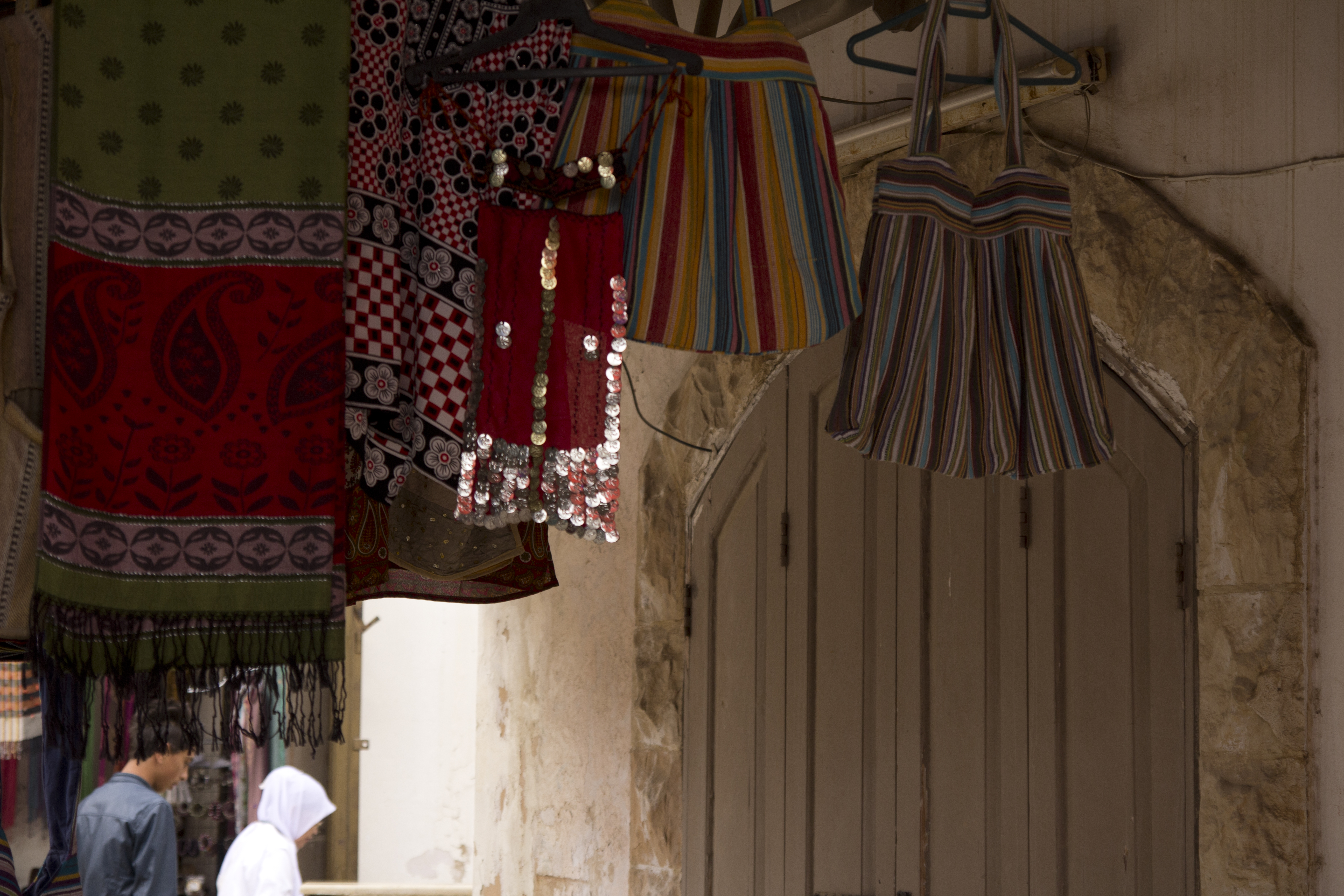
Один из рынков
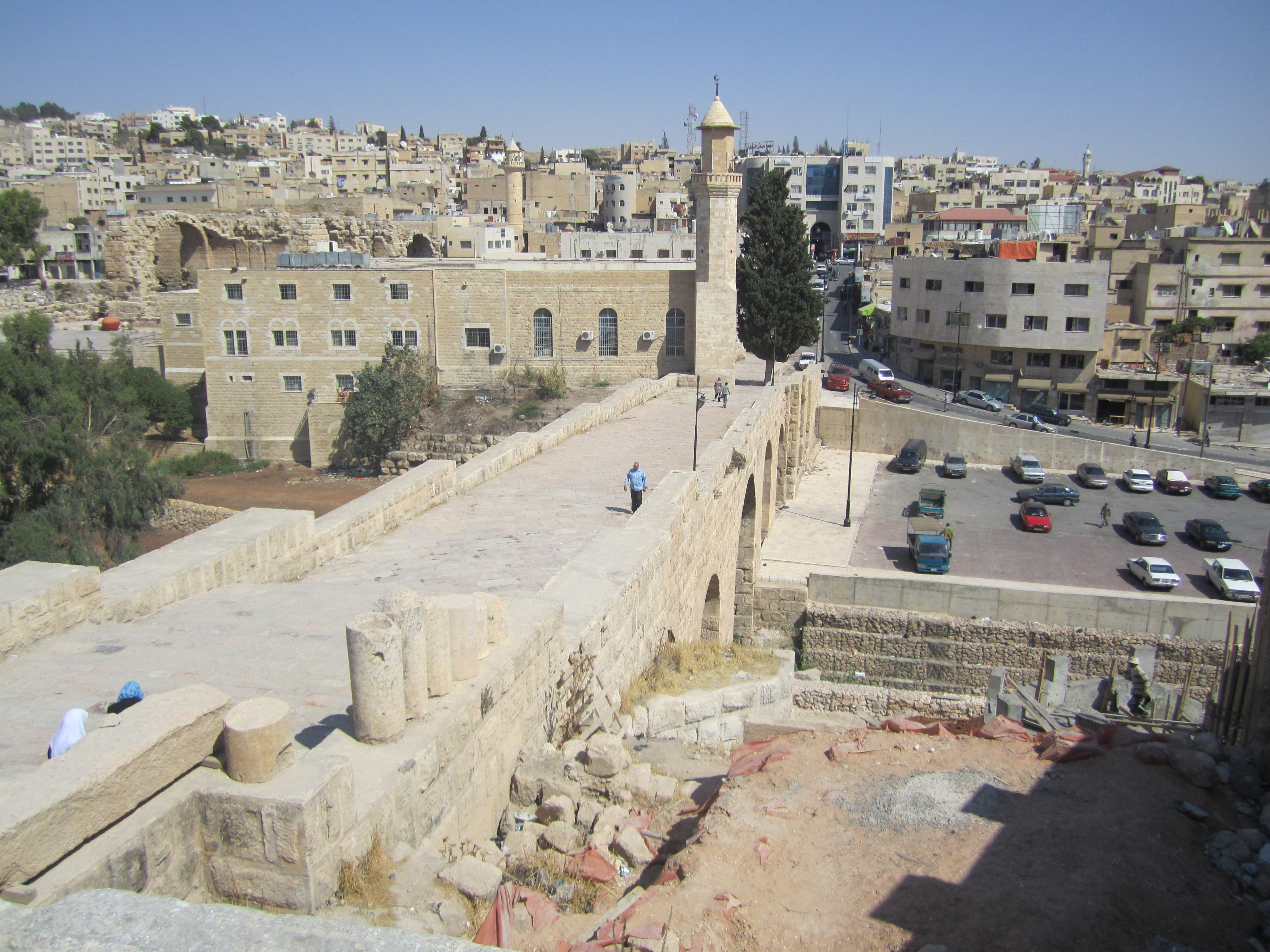
Римcкий мост, соединяющий старый и новый город
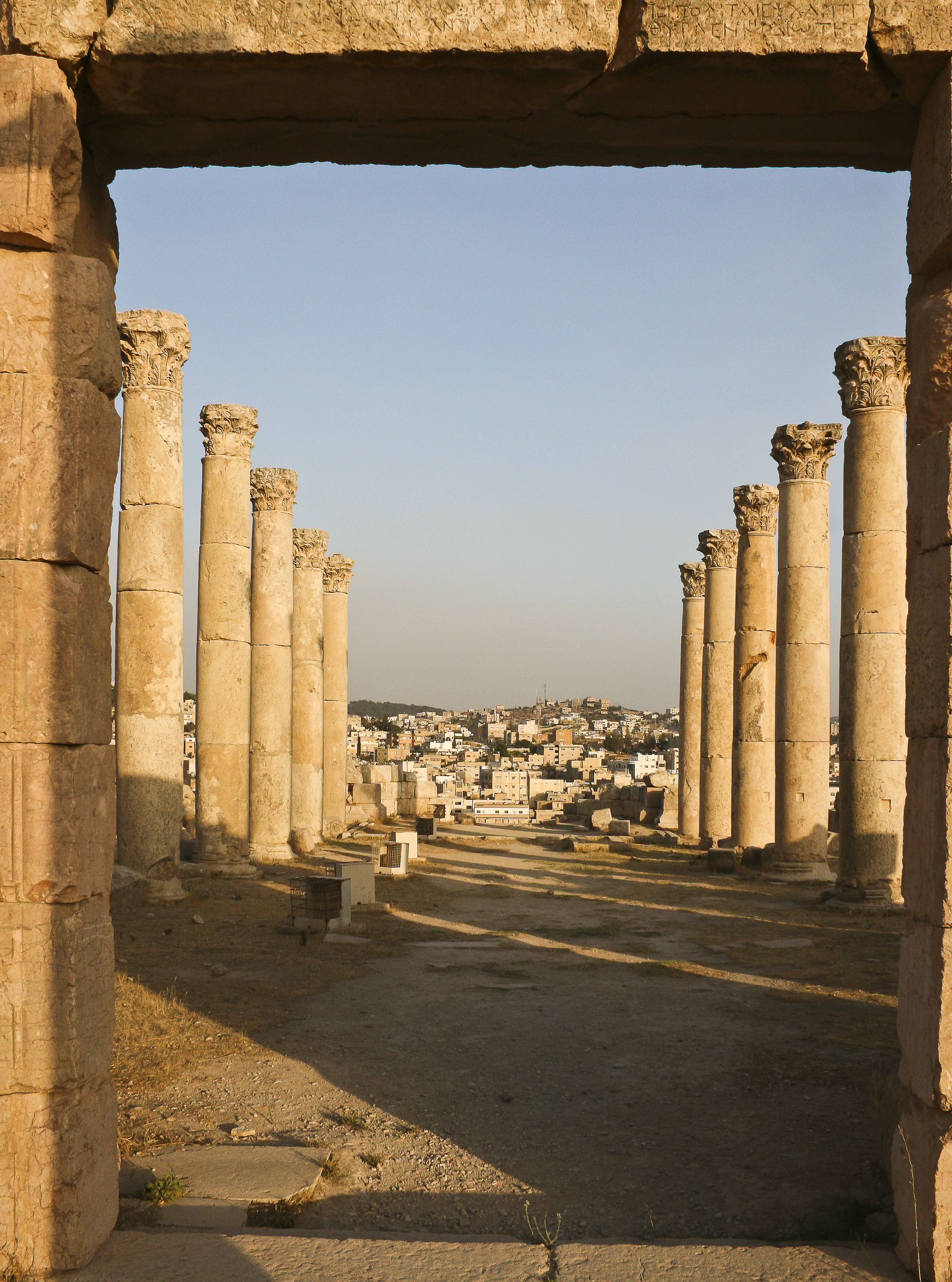
Кардо Максимус
Храм Артемиды
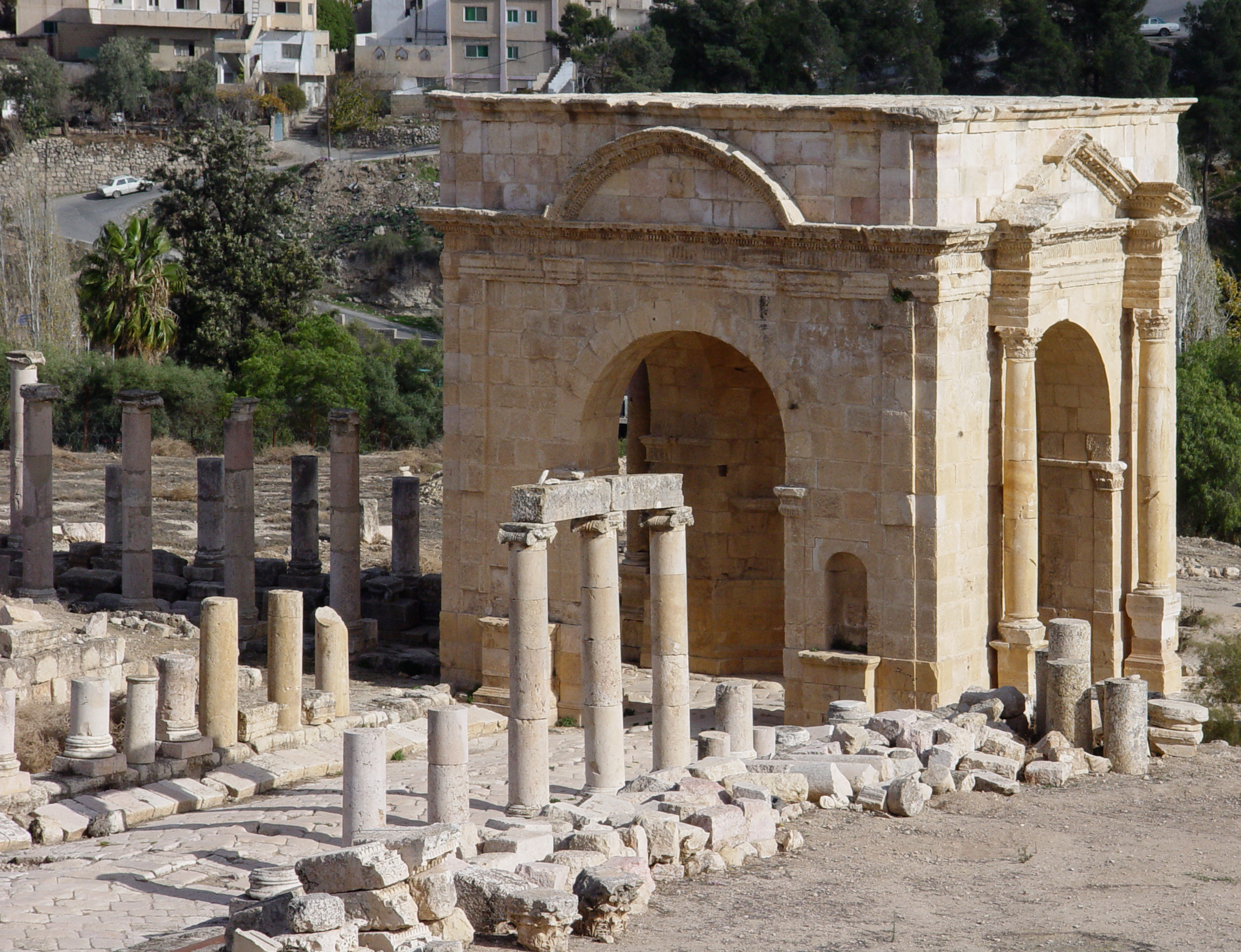
Северный тетрапилон
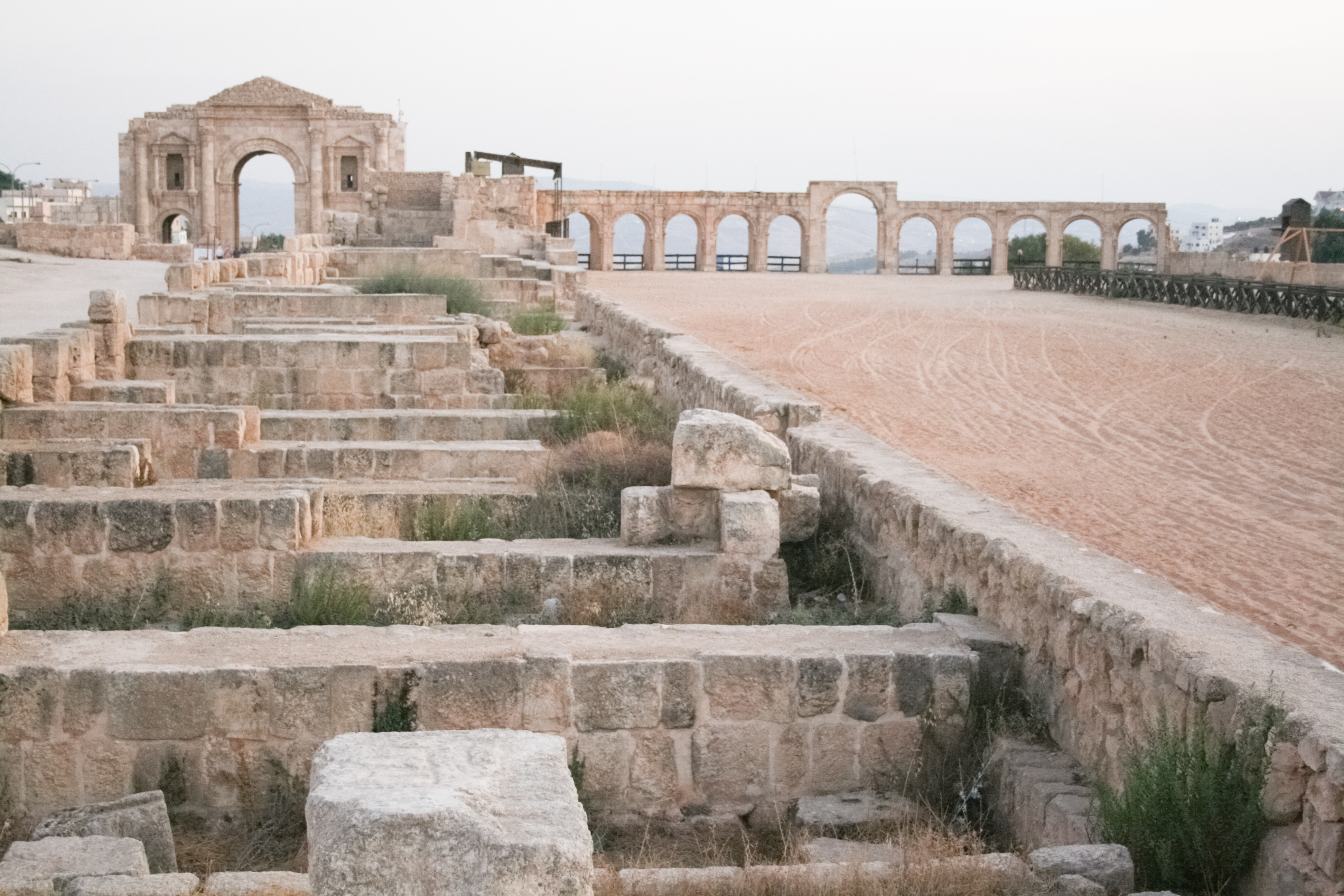
Ипподром
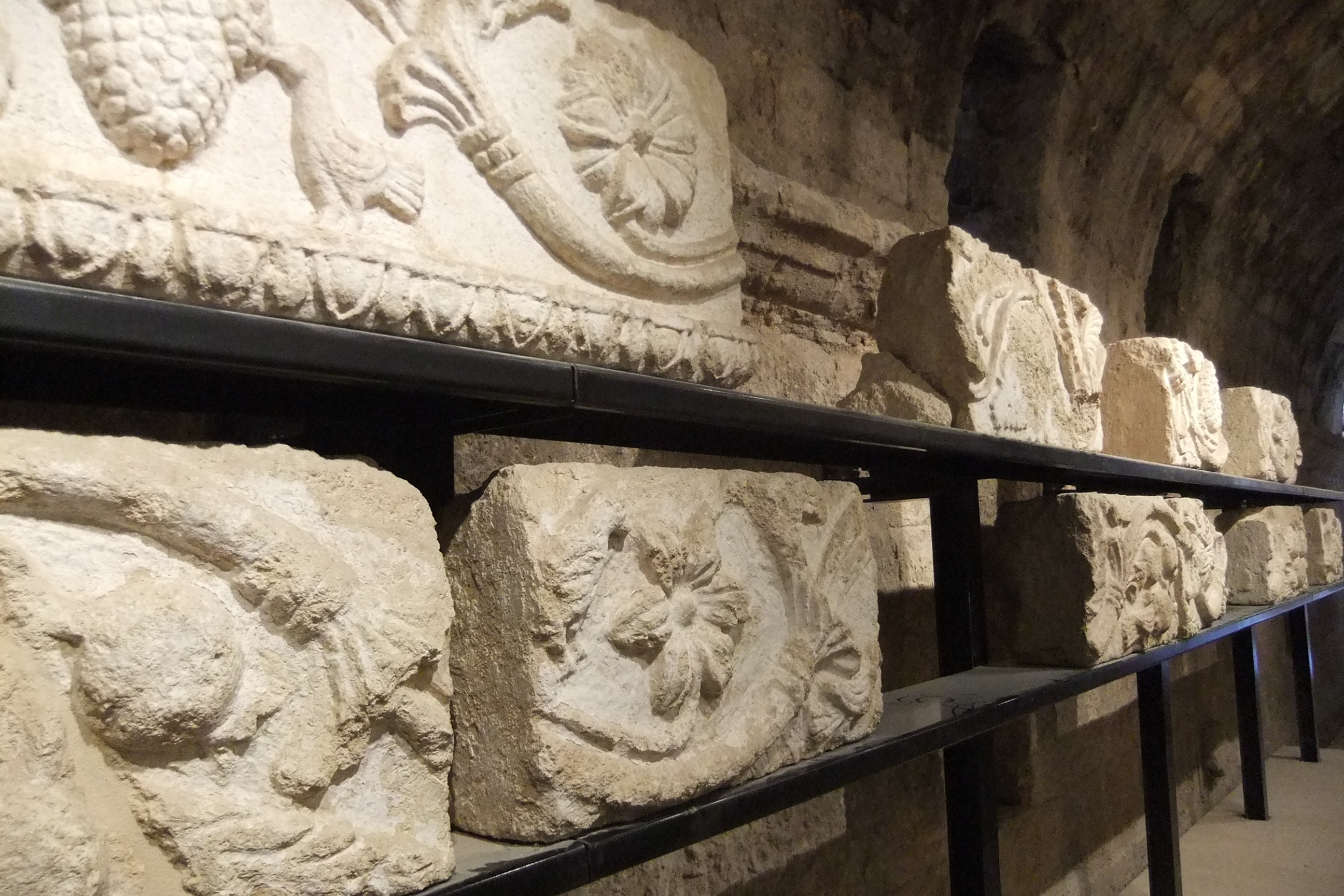
Детали фриза из святилища Зевса

### Известные жители
В Джераше родился премьер-министр Иордании Мудар Бадран.